# トーマス・ウーストハイゼン
トーマス・ウーストハイゼン（Thomas Oosthuizen、1988年4月2日 - ）は、南アフリカ共和国の男子プロボクサー。ハウテン州出身。元IBO世界スーパーミドル級王者。元IBO世界ライトヘビー級王者。IBO世界2階級制覇王者。

## 来歴
2008年2月29日、スーパーミドル級でプロデビュー、2回TKO勝ち。
2009年7月11日、ジャレッド・ロブットとIBO世界ライトヘビー級ユース王座決定戦を行い、10回2-1（97-93、100-91、95-96）の判定勝ちを収め王座獲得に成功した。
2009年9月12日、クレバー・アルゲンテ・アルベスとIBO世界スーパーミドル級ユース王座決定戦を行い、10回3-0（3者とも100-88）の判定勝ちを収めIBOユース王座の2階級制覇を達成した。
2009年10月31日、テシェパン・モハレとWBAパンアフリカンスーパーミドル級王座決定戦を行い、4回48秒KO勝ちで王座獲得に成功した。
2010年2月27日、トーマス・アウィムボノと対戦し、12回3-0（119-107、120-109、120-108）の判定勝ちで初防衛に成功した。
2010年11月6日、IBO世界スーパーミドル級王者アイザック・チレンバと対戦し、12回1-1（113-115、114-114、115-113）の判定で引き分けに終わり王座獲得に失敗した。
2011年3月26日、エベルト・ブラボーとIBO世界スーパーミドル級王座決定戦を行い、9回2分34秒TKO勝ちで王座獲得に成功した。
2011年6月4日、ウィリアム・ガーレと対戦し、12回3-0（119-110、117-111、116-112）の判定勝ちを収めIBO世界スーパーミドル級王座の初防衛に成功した。
2011年9月3日、アーロン・プーロウ・ジュニアと対戦し、12回3-0（3者とも117-111）の判定勝ちを収めIBO世界スーパーミドル級王座の2度目の防衛に成功した。
2011年11月23日、フランシスコ・シエラと対戦し、11回2分59秒TKO勝ちを収めIBO世界スーパーミドル級王座の3度目の防衛に成功した。
2012年3月3日、セルジュ・ヤニックと対戦し、6回47秒TKO勝ちを収めIBO世界スーパーミドル級王座の4度目の防衛に成功した。
2012年8月2日、ロウランド・ブイヤントと対戦し、12回3-0（118-110、2者が117-111）の判定勝ちを収めIBO世界スーパーミドル級王座の5度目の防衛に成功した。
2012年11月10日、フルゲンシオ・スニガと対戦し、12回3-0（120-108、2者が119-109）の判定勝ちを収めIBO世界スーパーミドル級王座の6度目の防衛に成功した。
2013年11月9日、エゼキエル・オズベルト・メディナと対戦し、12回2-0（117-111、116-112、114-114）の判定勝ちを収めIBO世界スーパーミドル級王座の7度目の防衛に成功した。
2014年11月15日、デニス・グラチェフとWBCインターナショナルライトヘビー級王座決定戦を行い、グラチェフの11回終了時棄権により王座獲得に成功した。
2015年3月14日、ライノ・リエンベンバーグとIBO世界ライトヘビー級王座決定戦を行い、2-1（2者が117-111、113-115）の判定勝ちを収めIBO2階級制覇を達成した。
2015年6月6日、ハウテン州ケンプトン・パークのエンペラーズ・パレスでロバート・ベリッジと対戦する予定だったが、ウーストハイゼンが前日計量で体重超過で失格となり王座を剥奪された為、ベリッジが勝てば新王者となり、ウーストハイゼンが勝てば王座は空位となるという条件で試合は行われ、ウーストハイゼンが12回3-0（116-112、2者が117-111）の判定勝ちを収めた為、王座は空位となった。
2015年11月7日、モナコ・モンテカルロのサル・デゼトワールでWBA世界ライトヘビー級王者ユルゲン・ブリーマーと対戦し、王座獲得を目指す予定だったが、ブリーマーが拳を負傷し、試合は延期となった。
2016年3月12日、ドイツのノイブランデンブルクで延期となっていたWBA世界ライトヘビー級王者ユルゲン・ブリーマーと対戦する予定だったが、ウーストハイゼンが酒場で喧嘩をして逮捕されたことなどから試合中止になった。プロモーターのロドニー・バーマンはウーストハイゼンが麻薬とアルコールの中毒で繰り返し問題を起こしていたことを告白し、「これで止めを刺された、ウーストハイゼンは選手として終わった。今後彼の試合を見ることは出来ないだろう」と語った。
2016年8月27日、ハウテン州ボックスバーグのバーチウッドホテル・アンド・O.R.タンボ・カンファレンス・センターでダニエル・ブルワーとWBAパンアフリカンライトヘビー級王座決定戦を行い、9回TKO勝ちを収めWBAパンアフリカン王座の2階級制覇を達成、復帰戦を白星で飾った。
2018年3月、麻薬容疑で逮捕され、プロモーターは6月に予定していたタビソ・マチュヌ戦を中止にした。

## 獲得タイトル
- IBO世界ライトヘビー級ユース王座
- IBO世界スーパーミドル級ユース王座
- WBAパンアフリカンスーパーミドル級王座
- IBO世界スーパーミドル級王座
- WBCインターナショナルライトヘビー級王座
- IBO世界ライトヘビー級王座
- WBAパンアフリカンライトヘビー級王座